# 汀州卫
汀州卫是明代至清初的一处卫所。
洪武元年（1371）四月置，治所在今福建省长汀县东，属福建行都指挥使司管辖，领武平千户所、上杭千户所。清朝顺治十八年（1661）废。